# Lavor Postell
Andre Lavor Postell (Albany, 26 febbraio 1978) è un ex cestista statunitense.

## Carriera
È stato selezionato dai New York Knicks al secondo giro del Draft NBA 2000 (39ª scelta assoluta).

## Palmarès
- Campione NBDL (2004)
- Campionato belga: 2

Ostenda: 2005-06, 2006-07